# Brebières
Brebières é uma comuna francesa na região administrativa de Altos da França, no departamento de Pas-de-Calais. Estende-se por uma área de 10,8 km². Em 2010 a comuna tinha 5 146 habitantes (densidade: 476,5 hab./km²).